# Jugy (Saône-et-Loire)
Jugy ist eine französische Gemeinde mit 332 Einwohnern (Stand 1. Januar 2022) im Département Saône-et-Loire in der Region Bourgogne-Franche-Comté (vor 2016 Bourgogne); sie gehört zum Arrondissement Chalon-sur-Saône und ist Teil des Kantons Tournus (bis 2015 Sennecey-le-Grand).

## Geografie
Jugy liegt etwa zwanzig Kilometer südlich von Chalon-sur-Saône. Umgeben wird Jugy von den Nachbargemeinden Montceaux-Ragny im Norden, Sennecey-le-Grand im Norden und Nordosten, Boyer im Osten und Südosten, Vers im Süden sowie Nanton im Westen und Nordwesten.
Durch die Gemeinde führt die Autoroute A6.

## Bevölkerungsentwicklung
| Jahr                      | 1962 | 1968 | 1975 | 1982 | 1990 | 1999 | 2006 | 2011 | 2016 |
| Einwohner                 | 319  | 309  | 261  | 262  | 267  | 250  | 290  | 309  | 325  |
| Quelle: Cassini und INSEE |      |      |      |      |      |      |      |      |      |

## Sehenswürdigkeiten

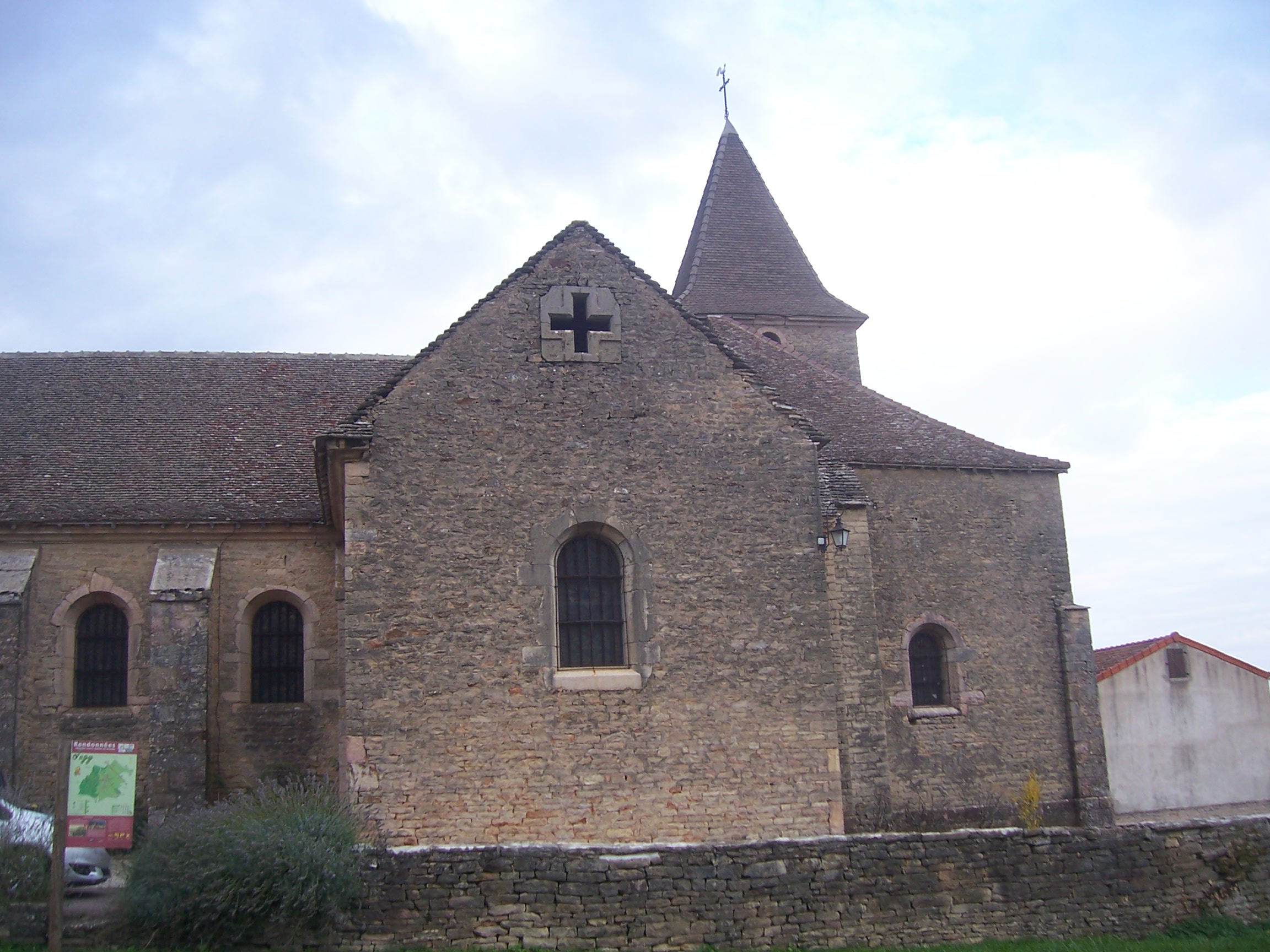
Kirche Saint-Germain

- Kirche Saint-Germain